# Machine de musculation
 (juillet 2008).

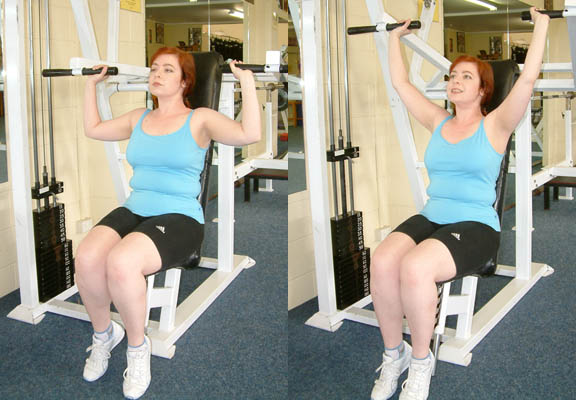
Une des machines de musculation.

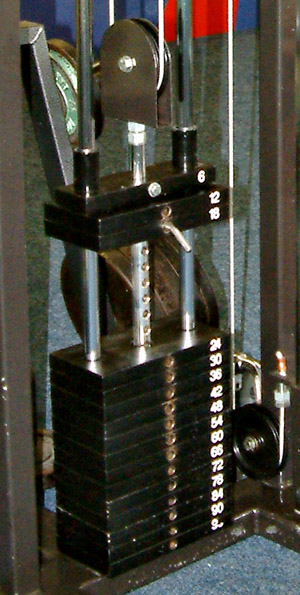
Ensemble de contre-poids d'une machine à câble : chaque plaque a un poids de 6 kg.

Les premières machines de musculation remontent aux années 1950. Elles ont été décrites par Marcel Rouet.
Le premier livre décrivant différents types de matériels en exploitation date de 1951, publié aux éditions Amiot-Dumont[réf. nécessaire].
Une très bonne connaissance de l'appareil musculaire permet d'isoler un groupe musculaire plutôt qu'un autre dans l'exercice.
En consultant les différentes pages des revues de l'époque où les culturistes ne possédaient pas de machines, il est facile de se rendre compte de la qualité de leur plastique.
En revanche, pour les personnes ne possédant pas les capacités de perception de son propre corps, il est beaucoup plus difficile d'obtenir de bons résultats.
C'est pour cette raison que Marcel Rouet a commencé à concevoir des châssis simples en serrurerie afin de localiser les mouvements par guidage mécanique.
Les premières machines de musculation étaient ainsi nées.
Les poulies de tractions représentent la première valeur sûre des machines de musculation. Elles permettent tous les exercices de tirage haut dans de bonnes conditions. Les groupes musculaires profitant en priorité de cet agrès sont les dorsaux.